# 石下里站
石下里站（韓語：석하리역）是朝鮮民主主義人民共和國平安北道新义州市的一個鐵路車站，属于石下里线。

## 邻近车站
石下里线
石下站 - 石下里站